# Саккаки
Саккаки (узб. Sakkokiy; перс. سكاكى‎) — узбекский поэт первой половины XV века.
Годы жизни Саккаки достоверно неизвестны. Родился он, предположительно, в последней четверти XIV века. Известно, что он жил и творил в Самарканде в годы правления Халиль-Султана (1405—1409) и Улугбека (1409—1449). Алишер Навои, посетивший Самарканд в 1467 году, не встречался с Саккаки, из чего можно сделать вывод, что к тому времени он уже умер. Примерно годы его смерти можно установить и на основании того факта, что в его произведениях упоминаются имена Шахруха и Улугбека, но отсутствуют имена Абдуллатифа и Хусейна Байкары.
Основным жанром в творчестве Саккаки была газель. Он воспевал женскую красоту, используя традиционную восточную систему метафор. Следуя традициям восточной поэзии, он сравнивает стан красавицы с кипарисом, чинарой, самшитом, ивой, сосной и другими стройными деревьями. Локоны красавицы он сравнивает с гиацинтами, с ночью и с чернокожими эфиопами (хабешцами). Также он обличал различные человеческие пороки, в частности косность и несправедливость. Саккаки сыграл важную роль в развитии узбекской литературы первой половины XV века. Является одним из основателей жанра касыда в узбекской литературе, в котором восхвалял великих людей своего времени. Навои писал о нём: «Сладкозвучные бейты Саккaки славятся в Самарканде».
В архивах Института востоковедения Академии наук Узбекистана в Ташкенте хранятся рукописные диваны Саккаки (инв. № 7685). Одна неполная копия дивана Саккаки хранится в Британской библиотеке (инв. № 2079). Три рукописных газели Саккаки можно найти в Стамбульской библиотеке Айя-София (инв. № 4757).

## Сочинения
- Танланган асарлар. [Суз боши К. Мунировники], Тошкент. 1958; в рус. пер. — [Стихотворения], в кн.: Антология узбекской поэзии, М., 1950.
- Саккаки. Избранное, Таш., 1961.